# Homens de Weerdinge

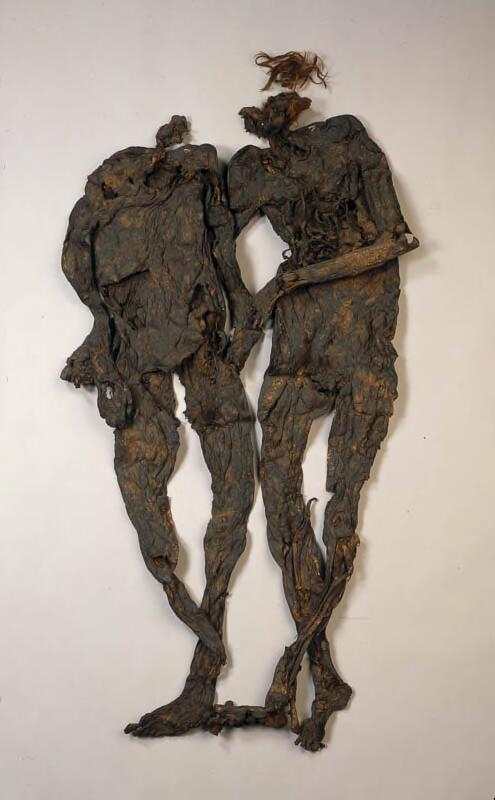
Weerdinge Men

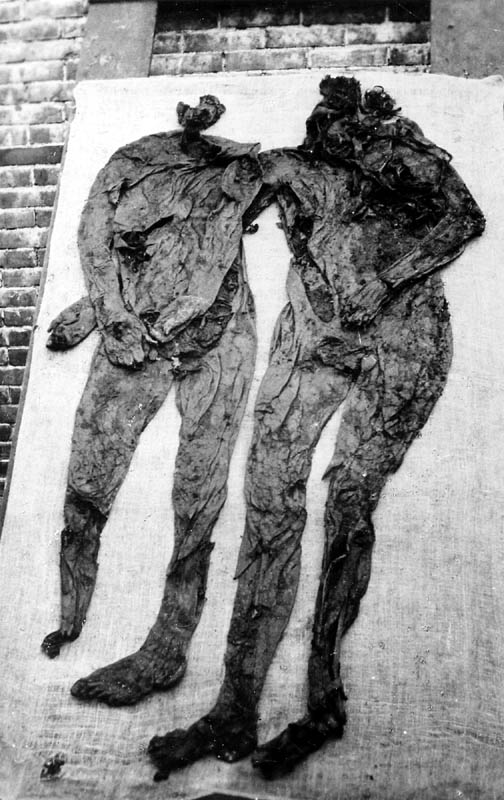
Os restos mortais dos homens de Weerdinge logo após a descoberta, em 1904, preparados para a secagem ao ar (fotografia de Geert Jannes Landweer)

Os Homens de Weerdinge são dois corpos de pântanos nus encontrados em Drenthe, na Holanda, na parte sul de Bourtanger Moor, em 1904. A datação por radiocarbono mostra que os dois provavelmente morreram entre 160 a.C. e 220 d.C. No início, acreditava-se que um dos dois corpos era do sexo feminino, o que levou ao nome "casal Weerdinge", ou, mais popular, "Sr. e Sra. Veenstra", veen sendo o termo holandês para pântano e" Veenstra "sendo um sobrenome holandês muito comum.

## Patologia
O homem mais completo de Weerdinge tinha uma grande ferida no peito, através da qual o intestino derramado. Alguns observadores acreditam que isso aponta para um objetivo ritualístico de sacrifício. Estrabão, historiador romano, narra histórias de europeus da Idade do Ferro tentando adivinhar o futuro "lendo entranhas". A causa da morte do outro homem Weerdinge é desconhecida. 